# Laurenz Rieger
Laurenz Rieger (7 de enero de 2002) es un deportista alemán que compite en esgrima, especialista en la modalidad de florete. En los Juegos Europeos de Cracovia 2023 consiguió dos medallas de bronce, en las pruebas individual y por equipo.

## Palmarés internacional
| Juegos Europeos | Juegos Europeos    | Juegos Europeos   | Juegos Europeos     |
| Año             | Lugar              | Medalla           | Prueba              |
| --------------- | ------------------ | ----------------- | ------------------- |
| 2023            | Cracovia (Polonia) | Medalla de bronce | Florete individual  |
| 2023            | Cracovia (Polonia) | Medalla de bronce | Florete por equipos |